# Мортон, Ричард
Ричард Мортон (англ. Richard Morton, 1637 — 1698) — английский врач, доктор медицины, один из выдающихся врачей XVII века, член Королевского колледжа врачей и священник.

## Биография
Ричард Мортон родился в 1637 году.
После получения высшего образования в Оксфорде он предпочёл быть в церкви, становясь в конечном счёте священником в Стаффордшире. Мортон оказался не в состоянии выполнять Акт о единообразии и покинул Стаффордшир. Он исчез на восемь лет, но вновь появился в 1670 году.
Неизвестно, где Мортон получил своё медицинское образование и при этом нет ничего в его письмах, указывающего, где он провёл восемь лет между 1662 и 1670 годом. Предполагается, что он был в Голландии в течение части из тех восьми лет, обучаясь в Лейденском университете. Степень доктора медицины была присуждена ему Оксфордским университетом.
В 1678 году Ричард Мортон был избран членом Королевского колледжа врачей.
Мортон оставил о себе прочную память в виде книги Phthisiologia, в которой рассматриваются все аспекты туберкулёза.
Ричарду Мортону приписывают самые ранние медицинские описания такого заболевания, как нервная анорексия.
О своей первой пациентке Ричард Мортон пишет так:
...и на восемнадцатом году своей жизни, в июле месяце, она впала в полную подавленность от множества забот и страстей в своём уме, но без каких-либо симптомов гипохромии, следующей за этим... её аппетит начал снижаться, и её пищеварение стало плохим, её плоть стала вялой и рыхлой, и она выглядит бледной...
Девушка проконсультировалась с доктором Мортоном уже после того, как была больна в течение двух лет, и только потому, что она испытала частые обмороки. Мортон описывал её как «скелет, только покрытый кожей» (англ. skeleton only clad in skin).
Ричард Мортон умер в 1698 году.

## Публикации
- Phthisiologia[2][3][4][5].